# Ergatettix minutus
Ergatettix minutus är en insektsart som beskrevs av Sigfrid Ingrisch 2001. Ergatettix minutus ingår i släktet Ergatettix och familjen torngräshoppor. Inga underarter finns listade i Catalogue of Life.